# Sapromyza nudiseta
Sapromyza nudiseta är en tvåvingeart som beskrevs av Shatalkin 1999. Sapromyza nudiseta ingår i släktet Sapromyza och familjen lövflugor. Inga underarter finns listade i Catalogue of Life.